# Skalná päsť
Skalná päsť (też: Liskovská päsť lub Jánošíkova päsť; pol. Skalna Pięść, Liskovska Pięść, Janosikowa Pięść) – skalny ostaniec w formie wzniesionej pięści lub maczugi, znajdujący się u południowych podnóży masywu  Mnícha na zachodnim skraju Kotliny Liptowskiej na Słowacji.
Wypreparowany z triasowych wapieni budujących tę część masywu Mnícha, ostaniec ma ok. 6 m wysokości oraz 4,5 m średnicy w górnej części, a 2,5 m w dolnej części. Pomimo iż znajduje się ok. 300 m od aktualnego koryta Wagu, tradycja mówi, że flisacy mocowali do niego swoje tratwy podczas wiązania ich w tafle przed spławem do Pesztu. Jest to prawdopodobne, gdyż w minionych wiekach Wag dość często zmieniał tu swoje koryto.
W 1971 r. obiekt został objęty ochroną jako pomnik przyrody (słow. prírodná pamiatka).